# Gonzalo Celorio Blasco
Gonzalo Edmundo Celorio y Blasco (Ciudad de México, 25 de marzo de 1948) es un editor, ensayista, narrador, catedrático y crítico literario mexicano, de familia procedente de Llanes. Desde febrero de 2019 se desempeña como director de la Academia Mexicana de la Lengua. De 2000 a 2002, fue director del Fondo de Cultura Económica.
Obtuvo la licenciatura en lengua y literatura por la Universidad Nacional Autónoma de México (UNAM), y el doctorado en literatura iberoamericana por la misma universidad.

## Trayectoria
La docencia ha mantenido una señalada importancia en su trayectoria profesional desde 1974. En la actualidad es profesor de literatura  hispanoamericana en la Facultad de Filosofía y Letras de la UNAM; en la misma institución imparte la cátedra extraordinaria Maestros del Exilio Español. Ha dictado cursos en El Colegio de México, en la Universidad Iberoamericana y en el Instituto Politécnico Nacional. Ha enseñado en numerosos diplomados y cátedras en la UNAM y en otras instituciones nacionales y extranjeras. Fue investigador del Centro de Estudios Lingüísticos y Literarios de El Colegio de México. En 1982, director de Literatura del Instituto Nacional de Bellas Artes; de 1989 a 1998, coordinador de Difusión Cultural de la UNAM, y de 1998 al 2000, director de la Facultad de Filosofía y Letras de la UNAM.
En el campo editorial, fue jefe de redacción de Los Empeños, revista de la Asociación de Escritores de México; editor del Boletín Informativo de la Facultad de Filosofía y Letras de la UNAM; secretario de redacción de la Revista de Bellas Artes; editor de los Cuadernos de Filosofía y Letras de la UNAM; director de la revista Los Universitarios de la UNAM, así como presidente del Comité Editorial de la Facultad de Filosofía y Letras de la UNAM. Dirigió el Fondo de Cultura Económica de diciembre del 2000 a abril del 2002.
Es miembro de número de la Academia Mexicana de la Lengua, y miembro correspondiente de la Real Academia Española y de la Academia Cubana de la Lengua. Es miembro del Sistema Nacional de Creadores de Arte desde 1994, y del Consejo Consultivo de la Cátedra Alfonso Reyes del Instituto Tecnológico y de Estudios Superiores de Monterrey.
En 1986, recibió el Premio Periodismo Cultural, otorgado por el Instituto Nacional de Bellas Artes, por Los subrayados son míos; en 1997, se hizo acreedor al Prix dés Deux Océans que otorga el Festival de Biarritz por su obra El viaje sedentario, traducida al francés, y en 1999, el Premio Nacional de Novela IMPAC-CONARTE-ITESM, por la novela Y retiemble en sus centros la tierra.
Ha sido galardonado con el Premio Nacional de Ciencias y Artes en Lingüística y Literatura, otorgado por el Gobierno de México en 2010.
En 2023, ganó el Premio Xavier Villaurrutia de Escritores para Escritores 2022  por su libro "Mentideros de la memoria".

## Obras
- El viaje sedentario, traducido al francés por Marie-Ange Brillaud, Le voyage sédentaire, 1998, Éditions Atelier du Gué.

### Novelas
- Amor propio, Tusquets Editores, México, 1991.
- Y retiemble en sus centros la tierra, Tusquets Editores, México, 1999.
- Tres lindas cubanas, Tusquets Editores, México, 2006.
- El metal y la escoria, Tusquets Editores, México, 2014.
- Los apóstatas, Tusquets Editores, México, 2020.

### Ensayo
- La época sordina, Cal y Arena, México, 1990.

Traducido al francés por Marie-Ange Brillaud: "Mexico, ville de papier",
Éditions Atelier du Gué, 2001.
- Ensayo de contraconquista, Tusquets Editores, México, 2001.
- Cánones subversivos. Ensayos de literatura hispanoamericana, Tusquets Editores, México, 2009.

### Memoria
- Mentideros de la memoria, Tusquets Editores, México, 2022.

## Gestión como director del Fondo de Cultura Económica
Bajo su dirección se creó en el FCE, en coedición con el Ministerio de Educación del gobierno de la República de Guatemala, la colección Intercultural en los idiomas quiché y castellano; dicha colección forma parte de la Biblioteca Presidencial para la Paz. En julio de 2001 Gonzalo Celorio firmó con Juan Ramón de la Fuente, rector de la UNAM, un convenio para otorgar a los universitarios descuentos de hasta 40 por ciento en las publicaciones del Fondo de Cultura Económica. 
El 8 de febrero de 2002 inauguró la Biblioteca del Fondo de Cultura Económica en La Habana, Cuba, con una donación del 90 por ciento del catálogo vivo de su acervo editorial. En ese mismo año se inauguró la Librería Juan José Arreola, ubicada en el centro histórico de la Ciudad de México.
En el breve periodo que permaneció al frente de la editorial, se publicaron 876 obras. Se inició, en coedición con la editorial española Turner, la colección Noema, publicando en ella obras literarias como El caso Freud, Histeria y cocaína, Conversaciones con Picasso, El Río Congo, Cinco días en Londres, mayo de 1940,  Tres lindas cubanas, 2006
y otras.